# Monswiller
Monswiller é uma comuna francesa na região administrativa de Grande Leste, no departamento Baixo Reno. Estende-se por uma área de 4,72 km². Em 2010 a comuna tinha 2 082 habitantes (densidade: 441,1 hab./km²).